# أم طوبا
أم طوبا بالعبرية: אום טובא - بالإنجليزية: Umm tuba ، هي قرية فلسطينية عربية تقوم على بقعة (متوبا) الرومانية، وتعد ذات موقع اثري يحتوي على صهاريج منقورة في الصخر ومُغر وتيجان واعمدة وتقع جنوب شرق مدينة القدس المحتلة، تقع على حدود مدينة بيت ساحور حيث تم الفصل بينها وبين بيت ساحور عن طريق مستوطنة هار حوما التي تم انشاؤها عام 1997 على اراضي قرية ام طوبا (جبل أبو غنيم) الذي يبلغ مساحته 3000 دونم، وبذلك تُرك لمواطني القرية ما يقارب 4026 دونم فقط.
تقع جنوب مدينة القدس، وتبعد عنها 5 كم، كذلك هي تقع شمال مدينة بيت لحم. وتبعد عنها 2 كم وعدد سكان القرية 7 آلاف نسمة.
تحدها من الجنوب مدينتي بيت ساحور وبيت لحم ومن الشرق قرية صورباهر ومن الشمال كيبوتس رمات راحيل المقام على اراضي قرية صورباهر ومن الغرب بيت صفافا.

## المرافق العامة في القرية
المدارس: تشمل القرية على العديد من المدارس والروضات التابعة لبلدية الاحتلال ولكنها تفتقر إلى مدرسة ثانوية للبنات حيث يتم إرسال الفتيات اما إلى المدارس الثانوية في صورباهر أو حتى إلى مركز المدينة.
و تحتوي القرية على: مدرسة للبنات من التمهيدي حتى الاعدادي ومدرسة للأولاد من التمهيدي وحتى الثانوي.و روضات وبراعم منفردة للأطفال ويتم بناء روضة للحالات الخاصة أيضا في القرية
يوجد في القرية مسجدين: المسجد العمري الذي يقع بحي الغرس بشارع السلطان، ومسجد أبو غنيم الذي يقع بشارع أبو غنيم.
يبلغ سكان القرية حوالي 7 آلاف نسمة، وتحتوي القرية على عدد قليل من العائلات حيث ان عائلة ابوطير تعتبر من أكبر العائلات في القرية. ويعود اصلهم إلى العرق اليمني (اصلهم من اليمن) ويعتنقون الدين الإسلامي. مستوى دخلهم يتراوح من متوسط إلى مرتفع، يعملون في مهن متنوعة ومختلفة سواء في سوق العمل الإسرائيلي أو في التجارة وكبار السن محافظين على الزراعة وقد زرعوا في ابنائهم حب الزراعة والاهتمام بالأرض.
اما اللهجة التي يتبادلون بها الحديث هي اللهجة الفلاحية -الكال والتشاف- بها ديوان الذي يهتم لأمور القرية «ديوان ابوطير»
تشتهر القرية بطبخ المنسف مع الجريشة في الافراح والاتراح.